# Chromosom 18 (Mensch)

Idiogramm des menschlichen Chromosoms 18

Chromosom 18 ist eines von 23 Chromosomen-Paaren des Menschen. Ein normaler Mensch hat in den meisten seiner Zellen zwei weitgehend identische Kopien dieses Chromosoms.

## Entschlüsselung des Chromosoms 18
Das Chromosom 18 besteht aus 76,1 Millionen Basenpaaren. Ein Basenpaar ist die kleinste Informationseinheit der DNA. Das Chromosom 18 enthält etwa 2,5 % der gesamten DNA einer menschlichen Zelle. Die Identifizierung der Gene auf diesem Chromosom ist der Teil eines laufenden Prozesses zur Entschlüsselung des menschlichen Erbgutes. Auf dem Chromosom 18 befinden sich zwischen 300 und 500 Gene. Bisher sind 289 davon bekannt. Das Chromosom 18 ist eines der genärmsten Chromosomen des Menschen.

## Bekannte Gene auf dem Chromosom 18
Das Chromosom 18 enthält unter anderem folgende Gene:
- APCDD1: Glykoprotein für Zellmembrane der Haarfollikel[4]
- Bcl-2 (zur Bcl-2-Familie gehörig): Regulator der Stoffwechselfunktionen von Mitochondrien unter ischämischen Bedingungen[5]
- MBP: Basisches Myelinprotein, Bedeutung für Myelinscheide der Nervenzellen

## Medizinische Bedeutung

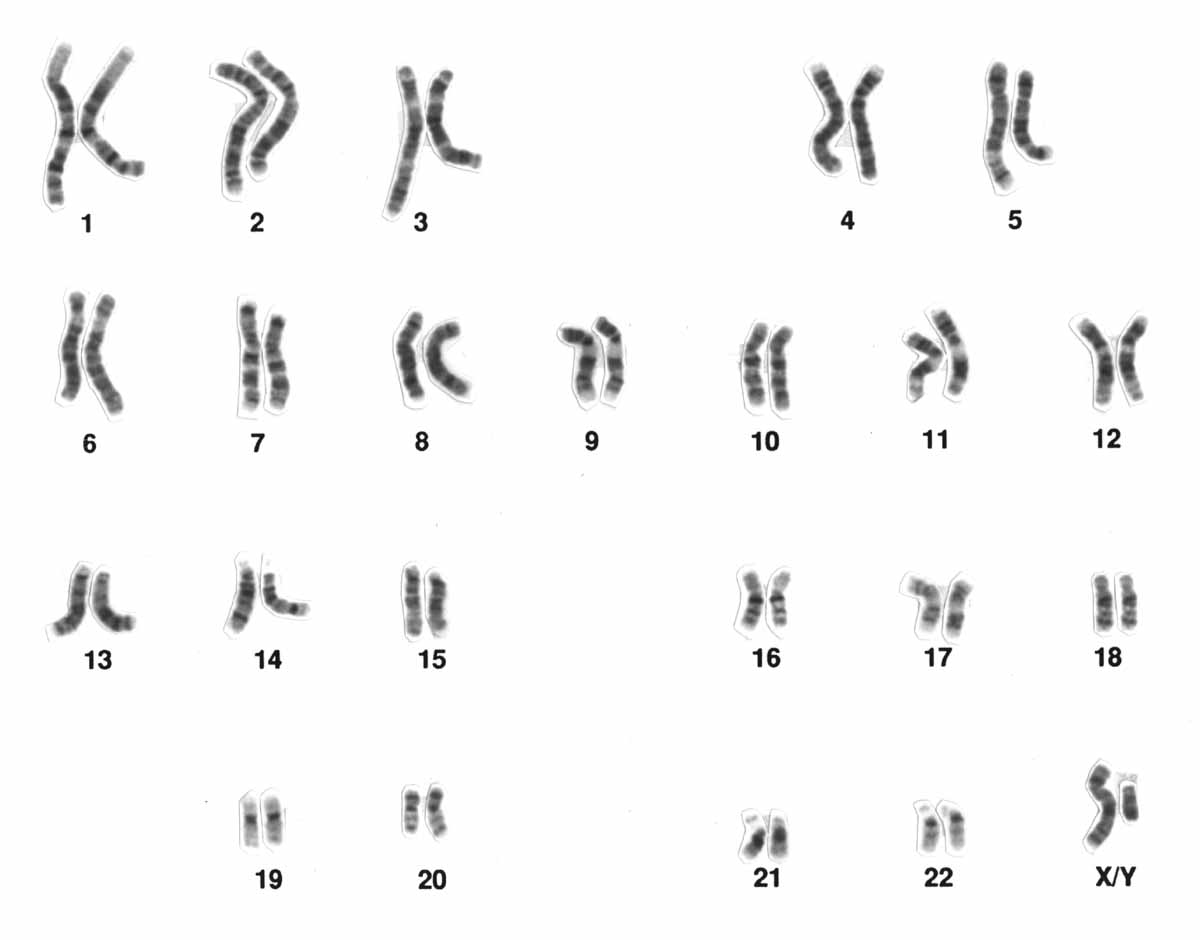
Die 46 Chromosomen des Menschen

Mit den auf dem Chromosom 18 befindlichen Genen werden folgende genetisch bedingte Krankheiten oder Symptome in Verbindung gebracht. Dies sind unter anderem:
- Bipolare Störung (Gen MAFD1)
- Arrhythmogene rechtsventrikuläre Kardiomyopathie (Gen DSC2 und DSG2)
- B-cell lymphoma 2 (Gen Bcl-2)
- De-Grouchy-Syndrom
- Dyggve-Melchior-Clausen-Syndrom
- Edwards-Syndrom (Trisomie 18)
- Elektiver Mutismus
- Erythropoetische Protoporphyrie
- Follikuläres Lymphom
- Hypotrichose (bei Mutation Leu9Arg des Gens APCDD1)[4]
- Pena-Shokeir-Syndrom
- Pitt-Hopkins-Syndrom
- Seckel-Syndrom Typ 2
- Smith-McCort-Syndrom
- Stottern (familiär dauerhaft, das betreffende Gen hat die Bezeichnung STUT1, Genlocus: 18p11.3-p11.2)
- fokale Dystonie (18p)[7]